# Championnat du Honduras de football 1972-1973
Navigation
Saison précédente Saison suivante
La LINAFUT 1972-1973 aurait dû être la huitième édition de la première division hondurienne.
Cependant, à la suite de difficultés financières et d'une non-entente entre les clubs du centre et du nord du pays, la FENAFUTH a décidé d'annuler cette compétition après neuf journées de championnat. Une nouvelle compétition démarre alors au mois de janvier 1973 et prend la place du championnat saisonnier.

## Les 10 clubs participants
| \| Tegucigalpa: Atlético Indio CD Motagua CD Olimpia Pumas UNAH CD Troya Deportivo Broncos Tegucigalpa CD Marathon Real España Tegucigalpa CD Platense CD Marathon Real España Tegucigalpa CD Vida \| Localisation des clubs engagés dans le championnat. |
| Tegucigalpa: Atlético Indio CD Motagua CD Olimpia Pumas UNAH CD Troya Deportivo Broncos Tegucigalpa CD Marathon Real España Tegucigalpa CD Platense CD Marathon Real España Tegucigalpa CD Vida                                                           |

| Club                | Stade                        | Capacité | Ville          |
| Deportivo Broncos   | Stade Fausto Flores Lagos    | 5 000    | Choluteca      |
| Atlético Indio (en) | Stade Tiburcio Carias Andino | 35 000   | Tegucigalpa    |
| CD Marathon         | Stade Yankel Rosenthal       | 15 000   | San Pedro Sula |
| CD Motagua          | Stade Tiburcio Carias Andino | 35 000   | Tegucigalpa    |
| CD Olimpia          | Stade Tiburcio Carias Andino | 35 000   | Tegucigalpa    |
| CD Platense         | Stade Excelsior              | 10 000   | Puerto Cortés  |
| Real España         | Stade Francisco Morazán      | 20 000   | San Pedro Sula |
| CD Troya (en)       | Stade Tiburcio Carias Andino | 35 000   | Tegucigalpa    |
| Pumas UNAH          | Stade Tiburcio Carias Andino | 35 000   | Tegucigalpa    |
| CD Vida             | Stade Nilmo Edwards          | 25 000   | La Ceiba       |

## Compétition
Les dix équipes devaient affronter à trois reprises les neuf autres équipes selon un calendrier tiré aléatoirement, mais seulement neuf journées du championnat ont pu être disputées.
Le classement est établi sur l'ancien barème de points (victoire à 2 points, match nul à 1, défaite à 0).
Le départage final se fait selon les critères suivants :
- Le nombre de points.
- Un match de barrage en cas de qualification en jeu.

| Rang | Équipe              | Pts | J | G | N | P | Bp | Bc | Diff |
| ---- | ------------------- | --- | - | - | - | - | -- | -- | ---- |
| 1    | CD Motagua          | 15  | 9 | 6 | 3 | 0 | 18 | 7  | +11  |
| 2    | CD Olimpia (T)      | 12  | 9 | 5 | 2 | 2 | 13 | 7  | +6   |
| 3    | CD Vida             | 11  | 9 | 5 | 1 | 3 | 18 | 8  | +10  |
| 4    | CD Platense         | 11  | 9 | 5 | 1 | 3 | 16 | 7  | +9   |
| 5    | Real España         | 10  | 9 | 3 | 4 | 2 | 11 | 8  | +3   |
| 6    | Atlético Indio (en) | 10  | 9 | 4 | 2 | 3 | 10 | 13 | -3   |
| 7    | Deportivo Broncos   | 7   | 9 | 2 | 3 | 4 | 6  | 9  | -3   |
| 8    | CD Troya (en)       | 6   | 9 | 2 | 2 | 5 | 6  | 19 | -13  |
| 9    | Pumas UNAH (P)      | 5   | 9 | 2 | 1 | 6 | 7  | 18 | -11  |
| 10   | CD Marathon         | 3   | 9 | 1 | 1 | 7 | 10 | 19 | -9   |

| Légende : Qualifications et relégations | Légende : Qualifications et relégations                            |
| --------------------------------------- | ------------------------------------------------------------------ |
|                                         | Coupe des champions de la CONCACAF 1974 (2e Tour de qualification) |
|                                         | Relégué en Liga Nacional de Ascenso                                |
|                                         | (T) : Tenant du titre (P) : Promu de la saison 1971-1972           |

## Bilan du tournoi
| Tableau d'Honneur                   |           |
| Compétition                         | Vainqueur |
| Liga Nacional de Fútbol de Honduras | Annulé    |

| Qualifications continentales 1973-1974 |           |
| Coupe des champions de la CONCACAF     | Qualifiés |
| 2e tour de qualification               | Annulé    |

| Promotions et relégations           |        |
| Relégué en Liga Nacional de Ascenso | Annulé |
| Promu de Liga Nacional de Ascenso   | Annulé |